# 欧州会計監査院
欧州会計監査院（おうしゅうかいけいかんさいん）は、1975年に調印された予算制度の変更に関する条約によって設立が決定され、1977年に独立した権限を与えられて発足した欧州連合(EU)の監査機関である。1993年発効のマーストリヒト条約により、EUの他の機関と同等の地位が与えられており、その後のアムステルダム条約やニース条約で権限が拡張されている。欧州会計監査院の根拠はローマ条約第246条から第248条に定められ、EU内において諸機関が適法かつ公正に歳入・歳出を実施しているか確認することが使命となっている。なお欧州会計監査院はルクセンブルク市に置かれている。

## 組織
加盟各国は欧州会計監査院に1名ずつ委員を出すことになっており、委員は能力や適性、独立性を考慮され、欧州議会の諮問を経たのち、欧州連合理事会の任命を受けて6年間の任期にあたる。また委員は互選で1名を任期3年、再選可能な委員長を選任する。2022年1月16日から、アイルランド出身のトニー・マーフィーが委員長を務めている。委員は特定分野の報告書や見解を作成するにあたって小委員会を設置することができる。事務部門の最高責任者は事務総長であり、職員の中から能力の優れたものが任命される。
欧州会計監査院の職員はおよそ760人で、特定の分野ごとに査察団を構成している。査察団の検査はEU諸機関、加盟国、EUの支援を受けている国において監査の職務にあたっている。だが欧州会計監査院自体には強制的な措置の実施を行う権限は付与されていない。違反を発見したさいには、他のEU機関に通報し、そのうえで対処が実行されることになっている。

## 任務
欧州会計監査院の主たる業務は共同体の予算についての年間報告書を提出することである。この報告書は通常、翌年度の11月30日に作成、EU の官報 (Official Journal) に機関ごとの見解を付して公表される。この報告書の策定にあたって EU 各機関は欧州会計監査院の業務に協力する義務を負う（ローマ条約第248条第3項）。またこの報告書は欧州議会における予算審議において判断の材料として用いられる。また欧州会計検査院は、予算の執行状況や運営に問題がないと判断したときには、執行された予算は適切に使われたことを保証する表明文書を提出する。

### 欧州会計監査院とサンテール委員会の総辞職
欧州会計監査院は1998年から1999年にかけ、広範な分野にわたって監査にあたった結果、欧州委員会が適法かつ公正な職務執行を行っていないという結論を明らかにした。この発表を受けてサンテール委員会はその内容については事実と認めず反論したものの、翌日には総辞職を決断した。1990年代初頭以降、適法かつ公正ということに関して、欧州会計監査院は多くの監査報告において否定的な見解を示すことが増えた。

### OLAFとの関係
欧州会計監査院と欧州委員会の欧州不正対策局(OLAF)は必ずしもその職務が一致するものではない。確かに両者とも協力関係にはあるが、欧州会計監査院がある程度の不正を発見したところで監査報告をまとめるまでしか権限が与えられていないのに対して、OLAFは不正に関して徹底的な調査を行うことができる。